# Chantier naval de la marine polonaise
Le chantier naval de la marine polonaise (en polonais : Stocznia Marynarki Wojennej SA) est un chantier naval polonais situé dans le port de Gdynia. Sa responsabilité principale est la construction et la réparation des navires de la marine polonaise pour et des entités civiles. Il détient également une licence pour les exportations d’armes. C’est le plus ancien des chantiers navals actuellement existants en Pologne. Le chantier naval a été fondé en 1922. Il a fait face à une faillite et à une liquidation judiciaire avant d’être racheté. En 2017, le chantier naval de la marine polonaise a été repris par Polska Grupa Zbrojeniowa,

## Historique
Le premier chantier naval polonais sur la mer Baltique a été créé le 10 mai 1922, après que le pays ait recouvré son indépendance, à la suite du transfert des ateliers portuaires navals de Modlin à Puck. Initialement, leur équipement se composait de deux barges-atelier et d’une grue à chenilles. À cette époque, on effectuait principalement des réparations sur des navires stationnés au port de guerre de Puck. Après le transfert du port de guerre à Gdynia, la même chose a été faite à l’été 1927 avec les ateliers portuaires, qui étaient situés dans quatre bâtiments sur le quai. Plus tard, l’infrastructure terrestre a été systématiquement agrandie, tandis que dans les années 1931-1933 ont été assemblés une grue flottante d’une capacité de charge de 25 t et un dock flottant d’une capacité de charge de 350 t, capacité qui a été portée à 500 t en 1937. Au milieu de 1939, un quai flottant beaucoup plus grand avec une capacité de charge de 5000 t a été achevé. Il est le plus grand navire construit pendant la Deuxième République polonaise. Jusqu’au déclenchement de la Seconde Guerre mondiale, une cale sèche de 130 m de long a également été mise en service. Dans les années 1930, les réparations des unités de la flotte se sont poursuivies et un certain nombre de nouveaux navires et navires ont été lancés, dont trois dragueurs de mines, trois remorqueurs et un bâtiment-base de plongeurs démineurs. En raison des hostilités, les plans de construction de deux destroyers de classe Grom et d’un nombre important de chasseurs de sous-marins n’ont pas été mis en œuvre. Pendant la campagne de septembre 1939, les zones du port de guerre de Gdynia et des ateliers portuaires navals ont été occupées par les troupes allemandes et utilisées par la Kriegsmarine.
Dans la période d’après-guerre, les ateliers portuaires sont redevenus une partie du port de guerre de Gdynia-Oksywie, alors formé en tant que port principal de la marine. Par conséquent, à l’été 1945, ils ont reçu le nom des ateliers de réparation des agents flottants du port principal de la marine. Finalement, en 1950, l’usine a été transformée en chantier naval. Au fil des ans, les installations techniques ont été agrandies par un ascenseur mécanique d’une longueur de 100 m ainsi que 12 postes de travail, une série de sections plates et un hall de montage. En 1989, un nouveau quai n° 1 a été lancé avec une capacité de charge de 8000 t, une longueur de 150 m et une largeur de 27 m. Les quais d’une profondeur d’eau de 8 m sont équipés de grues de chantier naval d’une capacité de levage de 8 à 25 t. Depuis la fin de la Seconde Guerre mondiale, le chantier naval a construit un total d’environ 100 navires et 30 navires auxiliaires pour la marine polonaise. Parmi eux, les plus grandes séries étaient 27 navires de débarquement, 17 dragueurs de mines à faible magnétisme en stratifié de polyester et verre et 11 chasseurs de sous-marins. Depuis 2001, la construction de la première corvette polyvalente du projet 621 selon le concept allemand MEKO A-100 est en cours. D’autre part, 17 navires d'assaut amphibies et un certain nombre d’unités plus petites ont été créés pour l’exportation. En plus des navires, le chantier naval s’est spécialisé dans les navires civils, tels que les vraquiers, les pétroliers, les brise-glaces, les remorqueurs, les dragues et les bateaux à moteur.
À partir de 1987, le chantier naval a effectué des réparations et des modernisations sur près de 750 navires civils. Les plus grands navires qui ont été réparés étaient les vraquiers de 218 mètres de la marine maritime polonaise, MS Université de Wrocław en 1992 et MS Université de Varsovie en 1993. Ce type de travail est également effectué sur des navires de la Marine. En plus des activités susmentionnées, la société s’occupe de la coulée et de la réparation d’hélices, de chemises de cylindres et de segments de pistons, de la production de machines et de mécanismes (pas seulement marins) et de systèmes d’extinction d’incendie.
En 2005, le chantier naval a été transformé en une société par actions unipersonnelle du Trésor public (commercialisation). Il est titulaire d’un certificat de sécurité industrielle de premier degré, d’un certificat de système de qualité ISO 9001: 2000 délivré par le registre polonais des navires, d’un certificat de système de qualité AOAP 2110: 2003 délivré par le Département des systèmes de qualité et de gestion, d’un certificat de système de contrôle interne délivré par le Centre polonais d’essais et de certification, d’un certificat de système de gestion de la qualité PN-EN ISO 9001: 2001 et du code OTAN de l’entité de l’économie nationale NCAGE.
Après la commercialisation, l’entreprise a été recapitalisée par l’Agence de développement industriel et a reçu un prêt à des fins de restructuration. Cette opération a fait de l’Agence de développement industriel le principal actionnaire de la société (99,38% du capital social). Cependant, cela n’a pas protégé le chantier naval de problèmes financiers et à deux reprises en 2006, il a perdu des liquidités financières, qui ont même menacé de pousser l’usine à se déclarer en faillite. Il a fallu retenir une partie du salaire des 1500 employés, afin de ne pas arrêter de travailler. La situation s’est normalisée en 2007, lorsque des contrats ont été signés avec des entrepreneurs étrangers et le Service SAR. Cependant, l’amélioration de la situation a été de courte durée.
Le 22 décembre 2009, le tribunal de district de Gdańsk-Północ à Gdańsk a rendu une décision déclarant en faillite Stocznia Marynarki Wojenna SA avec la possibilité de conclure un arrangement avec les créanciers (dossier n° VI GU 124/09). En raison de la détérioration de la situation et de l’absence de perspectives de conclusion d’un arrangement avec les créanciers, le 7 avril 2011, le tribunal de district de Gdańsk-Północ à Gdańsk a rendu une décision modifiant la manière de mener une procédure de faillite d’une procédure avec la possibilité de conclure un arrangement à une procédure impliquant la liquidation des actifs du failli (dossier n° VI GUp 9/09).
En mai 2017, un accord préliminaire a été signé pour l’achat du chantier naval de Gdynia, qui est en faillite. Le seul soumissionnaire de l’appel d’offres était Polska Grupa Zbrojeniowa Stocznia Wojenna.
À la suite de la transaction, une nouvelle entité appelée Stocznia Wojenna a été créée. En 2018, elle a enregistré une perte d’exploitation de 26,56 millions de zlotys,. En conséquence, un certain nombre de mesures de restructuration ont été entreprises, notamment la cession de 7 ha de terrains de chantier naval au 48, rue Śmidowicza pour un prix net de 85 millions de zlotys.

## Navires construits
- Dragueur de mines ORP Jaskółka (1934)
- Patrouilleur du projet 912
- Chasseurs de sous-marins du projet 918M
- Dragueurs de mines du projet 207
- 3 dragueurs de mines de classe Swallow (1934-1939)
- Bâtiment-base de plongeurs démineurs ORP Nurek (1936)
- 4 navires garde-côtes du projet 9 (1956-1959)
- 15 navires de débarquement du projet 709 (1961-1964)
- 3 bateaux de surveillance du projet 724 (1963-1964)
- 5 patrouilleurs du projet 912 (1965-1967)
- 8 chasseurs de sous-marins du projet 912M (1969-1972)
- 3 stations de démagnétisation flottantes du projet B208 (1971-1973)
- 3 navires de débarquement du projet 719 (1973-1974)
- 5 patrouilleurs du projet 918 (1973-1975)
- 16 navires d’assaut amphibies du projet 773 (1974-1986)
- 11 chasseurs de sous-marins du projet 918M (1976-1982)
- 3 canots de sauvetage du projet R-30 (1981-1986)
- 17 dragueurs de mines de base du projet 207 (1981-1996)
- 3 bateaux de débarquement du projet 716 (1988-1992)
- Navire-citerne du projet ZP-1200 ORP Bałtyk (1991)
- 3 navires de débarquement du projet 717 (2001)
- Navire d’assaut amphibie Bilqis du projet 723 (2002)
- 5 patrouilleurs du projet 935 (2006-2007)
- ORP Ślązak, corvette devenue patrouilleur (2015)[9]